# Померли в січні 2014
|  | Службовий список статей, створений для координації робіт з розвитку теми. Це попередження не встановлюється на інформаційні списки і глосарії. |

Це список значимих людей, що померли 2014 року, упорядкований за датою смерті. Під кожною датою перелік в алфавітному порядку за прізвищем або псевдонімом.
Смерті значимих тварин та інших біологічних форм життя також зазначаються тут.
Типовий запис містить інформацію в такій послідовності:
- Ім'я, вік, країна громадянства і рід занять (причина значимості), встановлена причина смерті і посилання.

## Січень

### 31 січня

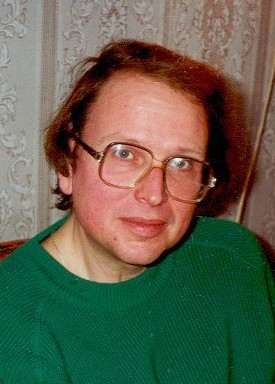
Олександр Івашкін

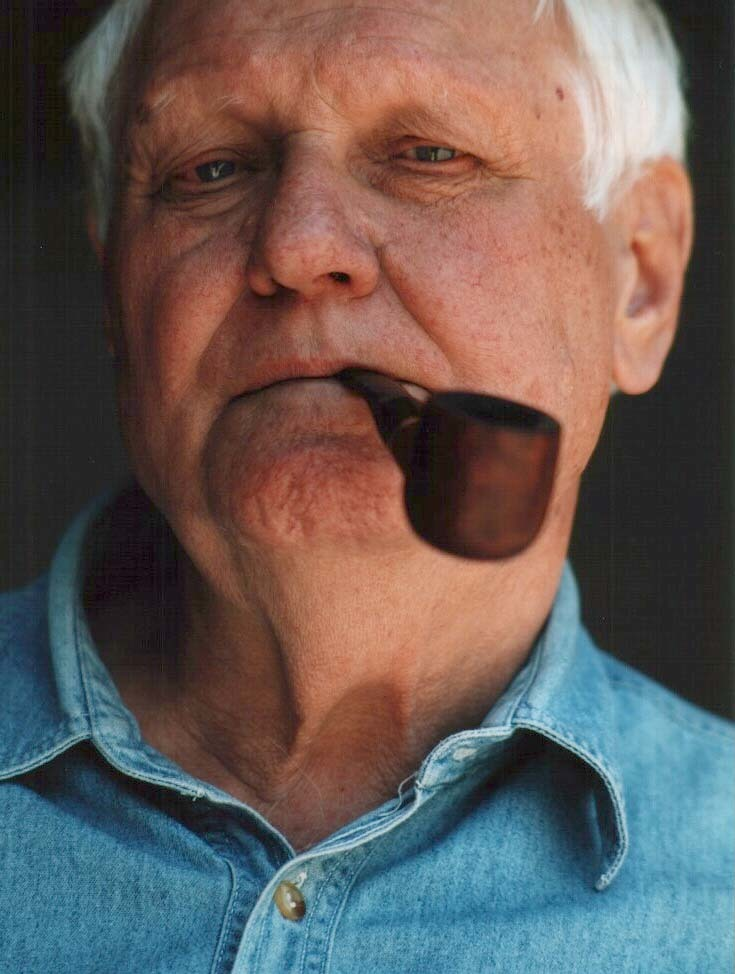
Міклош Янчо

- Ніна Андрич, 101, польська актриса та поетеса[1]
- Баранкіна Марія Євгенівна, 45, російська журналістка, продюсер, піаністка та концертмейстер, генеральний директор Російської гільдії піаністів-концертмейстерів (2003–2014); грип[2]
- Гунді Буш, 78, німецька фігуристка та тренер, чемпіонка світу та Європи (1954)[3]
- Гунба Михайло Михайлович, 88, радянський і абхазький історик, археолог, етнограф
- Крістофер Джонс, 72, американський актор («Дочка Райана»)[4]
- Івашкін Олександр Васильович, 65, російський віолончеліст, диригент, музикознавець, доктор мистецтвознавства, професор[5]
- Френсіс Фесмайр, 54, американський лікар, лауреат Ігнобелівської премії з медицини (2006)[6]
- Абдураззак Хаджі Хусейн, 89, прем'єр-міністр Сомалі (1964–1967)[7]
- Міклош Янчо, 92, угорський кінорежисер та сценарист[8]

### 30 січня

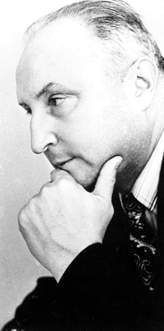
Ігор Бондаренко

- Жан Бабілє, 90, французький балетмейстер, хореограф та танцюрист[9]
- Бондаренко Ігор Михайлович, 86, радянський та російський письменник, громадський діяч, творець та керівник видавництва «Мапрекон» (1991–1998)[10]
- Даніель Дауні, 33, американська гольфістка[11]
- Корнилій (Пасічний), 86, єпископ Торонто Української грекокатолицької церкви (1998–2003)[12]
- Мірзоєв Темурі Сулейманович, 56, російський кримінальний авторитет, племінник кримінального авторитету Аслана Усояна[13]
- Ранкін Артур, 89, американський режисер та продюсер («Політ драконів»)[14][14]
- Фомін Володимир Кузьмич, 75, радянський та російський журналіст, генеральний директор об'єднаної редакції видавничого дому «Селянин», лауреат премії Уряду Російської Федерації в області друкованих засобів масової інформації (2007), народний депутат Росії (1990–1993)[15]

### 29 січня
- Афанасьєв Вадим Анатолійович, 71, художній керівник Кіровського театру ляльок імені А. Н. Афанасьєва (1974–1999), заслужений артист РРФСР[16]
- Теодор Міллон, 85, американський психолог, великий дослідник та теоретик в області особистісних розладів[17]
- Вітаутас Норкус, 92, литовський баскетболіст, чемпіон Європи (1939)[18]
- Тарба Неллі Золотінськівна, 79, абхазька поетеса, лауреат Державної премії ім. Д. І. Гулиа, заслужений працівник культури[19]

### 28 січня
- Грушевий Геннадій Володимирович, 63, білоруський політик та громадський діяч, керівник фонду «Дітям Чорнобиля» (1989–2014), депутат Верховної Ради БРСР XII (1990–1995) і XIII (1996) скликань, доктор філософських наук, професор[20]
- Хорхе Обейд, 66, аргентинський політик, губернатор провінції Санта-Фе (1995–1999, 2003–2007)[21]
- Блас Піньяр, 95, іспанський публіцист, журналіст та політичний діяч вкрай правого спрямування[22]
- Антоніу Соаріш Карнейру, 86, начальник Генерального штабу збройних сил Португалії (1985–1995), кандидат на пост президента (1980)[23]
- Том Шерак, 68, американський кінопродюсер, президент Академії кінематографічних мистецтв та наук (2009–2012)[24]

### 27 січня

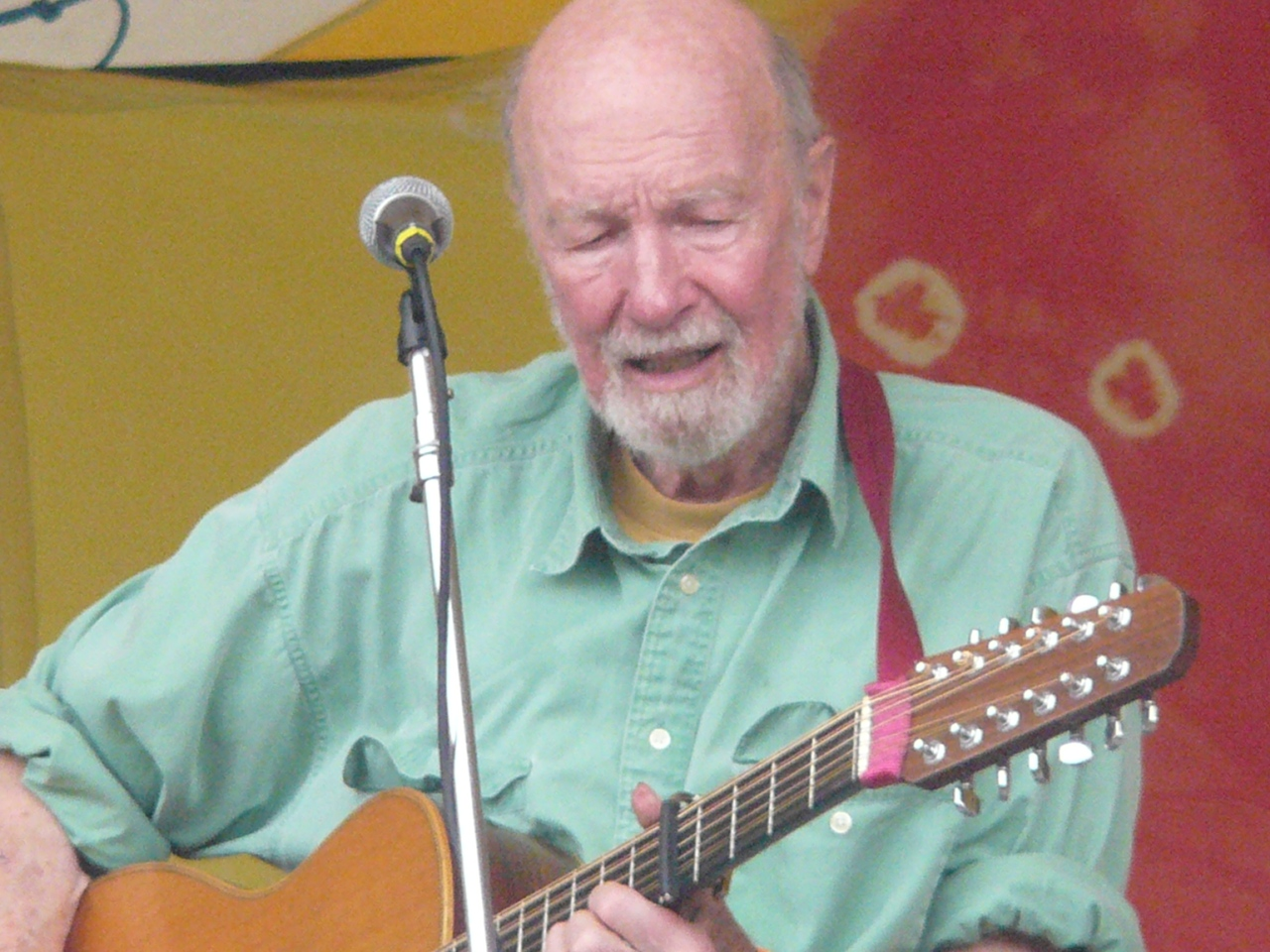
Піт Сігер

- Масако Бандо, 55, японська письменниця, лауреат Премії імені Сандзюго Наокі (1996)[25]
- Бондар Григорій Васильович, Герой України[26]
- Мяхяббят Кязимов, 60, азербайджанський співак, виконавець народних пісень та мугамов, заслужений артист Азербайджану[27]
- Мощелков Олег Михайлович, 36, російський оператор-постановник та актор («Закрита школа»)[28]
- Ітіро Нагаї, 82, японський сейю[29]
- Піт Сіґер, 94, американський фолк-співак, громадський активіст[30]
- Слім, Карл, 51, керуючий директор індійської компанії з виробництва автомобілів Tata Motors Ltd, 2012–2014); нещасний випадок[31]
- Цапник Юрій Вікторинович, 68, актор Челябінського академічного театру драми ім. Н. Ю. Орлова, заслужений артист РРФСР (1985), народний артист Росії (1997), батько актора Яна Цапника[32]

### 26 січня
- Багринцев Микола Васильович, 76, колишній бригадир Трубозгинальники севастопольського морського заводу ім. С. Орджонікідзе, Герой Соціалістичної Праці (1977)[33]
- Євген Стахів, 95, керівник ОУН на Донбасі
- Фредерік Брюлі-Буабре, 90, івуарійський художник[34]
- Раймон Вейль, 87, швейцарський бізнесмен, засновник компанії з виробництва годинників Raymond Weil[35]
- Том Гола, 81, американський баскетболіст, гравець клубів «Філадельфія Ворріорз» (1955–1962) і «Нью-Йорк Нікс» (1962–1966)[36]
- Імреков Олег Євгенович, 51, радянський та російський футболіст («Ротор», «Чорноморець» Одеса, «Спартак» Москва)[37]
- Лайко Максим Михайлович, 38, російський треш-гітарист, учасник груп "Коррозия металла" (1997-2011), "Д.И.В" (2012-2014)
- Хосе Еміліо Пачеко, 74, мексиканський поет, прозаїк, есеїст, перекладач, сценарист[38]
- Храмов Олексій Микитович, 85, завідувач відділом палеомагнітних реконструкцій Всеросійського нафтового науково-дослідного геологорозвідувального інституту Роскомнедра, доктор фізико-математичних наук, професор. Лауреат Державної премії Російської Федерації в області науки та техніки (2000), заслужений діяч науки Російської Федерації[39]
- Штиров Анатолій Тихонович, 84, радянський підводник, контр-адмірал, поет, батько екс-президента Якутії В'ячеслава Штирова[40]

### 25 січня

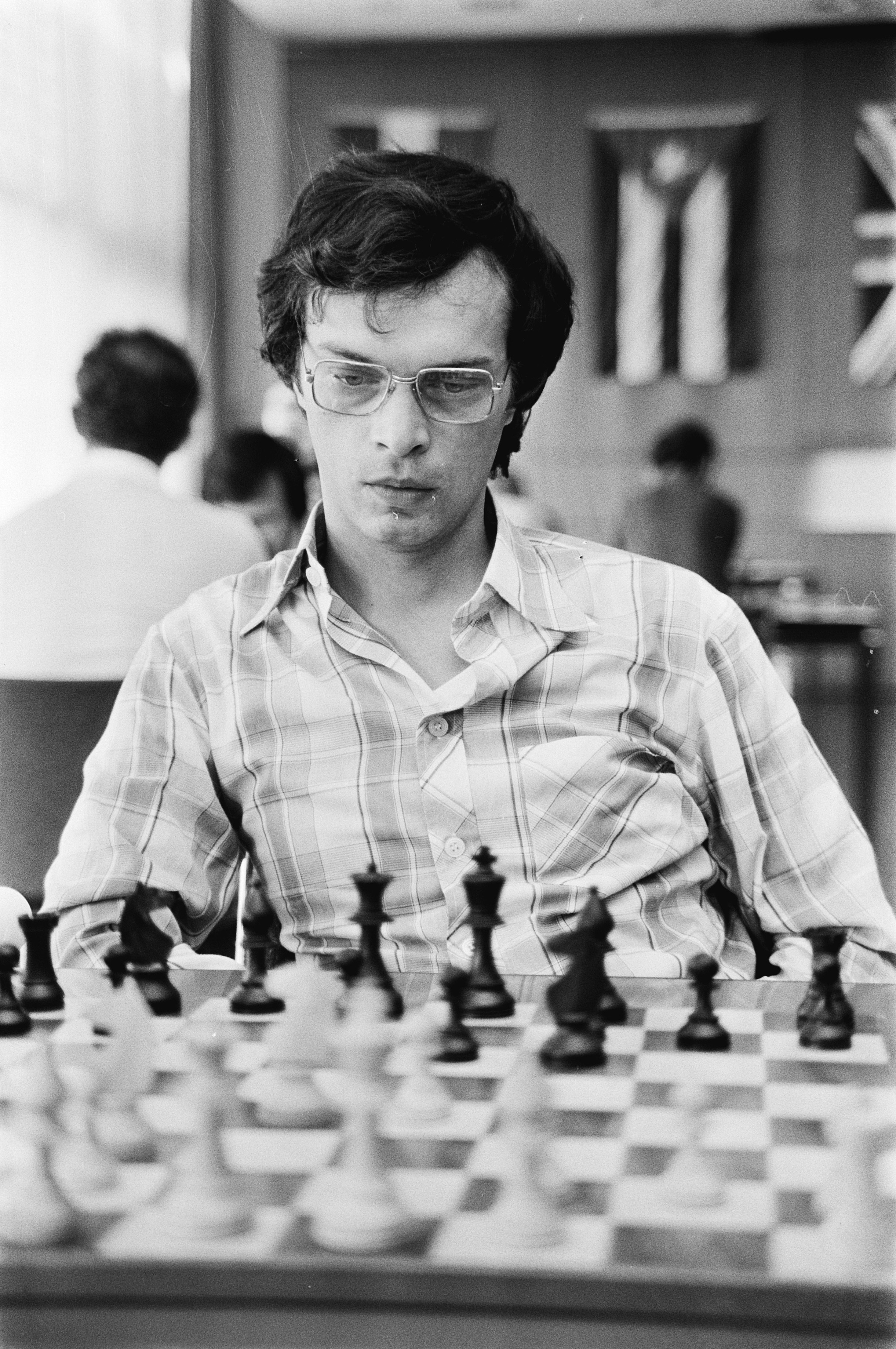
Дьюла Сакс

- Артур Дойл, 69, американський джазовий музикант[41]
- Намісників Михайло Михайлович, 52, російський саратовський правозахисник, експерт всеросійського руху «За права людини», колишній керівник саратовського відділення партії «Яблуко»[42]
- Богдан Поремба, 79, польський режисер театру, кіно і телебачення, сценарист, публіцист, політик[43]
- Дьюла Сакс, 62, угорський шахіст, гросмейстер[44]

### 24 січня

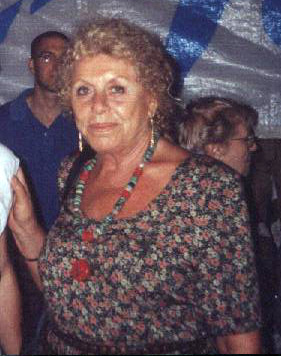
Шуламит Алон

- Шуламит Алон, 85, ізраїльський політик, міністр освіти (1992–1993), міністр науки та технологій (1993–1996), лідер партії «Мерец»[45]
- Бадамшин Ігор Гайніахметович, 47, радянський та російський лижник, бронзовий призер чемпіонату світу з лижних видів спорту (1993) в естафетній гонці 4×10 км; зупинка серця[46]
- Брускова Олена Сергіївна, 87, засновник та перший президент Дитячих сіл — SOS у Росії[47]
- Саха Махфудз, 76, індонезійська релігійний діяч, духовний лідер Нахдатул Улама[48]
- Бойд Окслейд, 70, австралійський письменник та сценарист («Смерть у Брунсвіку»); рак[49]
- Рафаель Пінеда Понсе, 83, президент Національного конгресу Гондурасу, 1998–2002)[50]
- Трушин Олександр Іванович, 66, радянський та російський журналіст-міжнародник (ІТАР-ТАРС), фахівець із Латинської Америці[51]
- Уткін Олексій Федорович, 86, радянський та російський вчений, конструктор ракетних комплексів, доктор технічних наук, професор, заслужений діяч науки та техніки Російської Федерації. Лауреат Ленінської премії, 1976) і Державної премії СРСР, 1980)[52]
- Агіналду Бріту Фонсека, 91, поет Кабо-Верде, писав португальською мовою[53]

### 23 січня

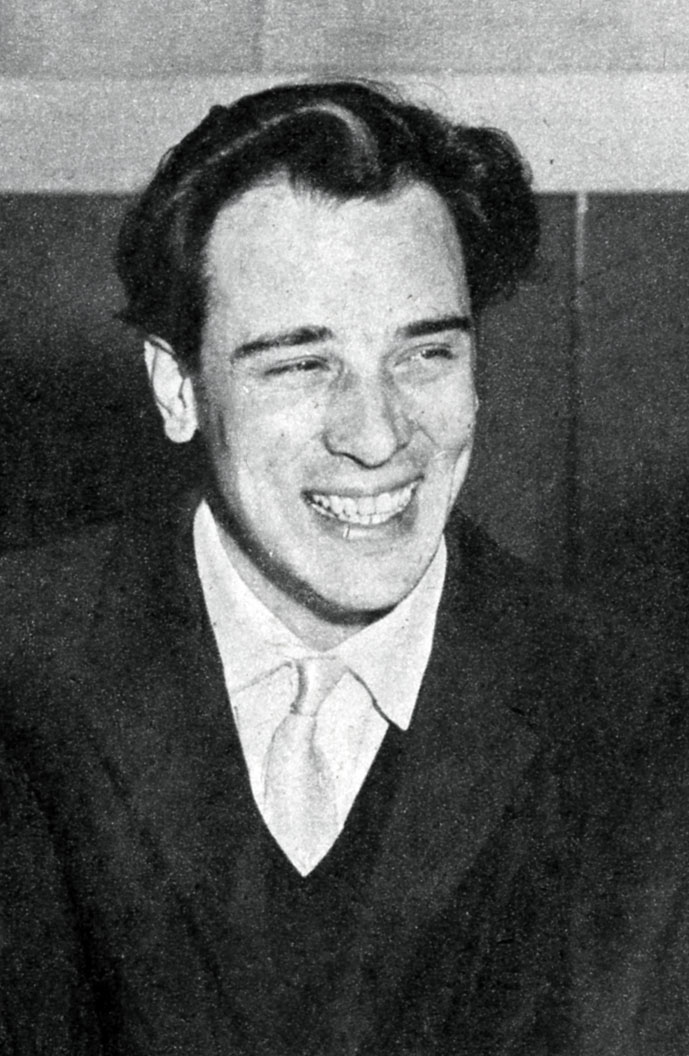
Ріц Ортолані

- Бела Вараді, 60, угорський футболіст («Вашаш»), учасник чемпіонату світу (1978)[54]
- Власова Елеонора Євгенівна, 82, радянська та російська балерина та педагог, народна артистка РРФСР (1970)[55]
- Єзерський Дмитро Сергійович, 96, Герой Радянського Союзу, 1945)[56]
- Ізраель Юрій Антонієвич, 83, російський метеоролог, радник з науки президента Росії, академік РАН (1994)[57]
- Джанджакомо Каллігаріс[it], 57, командувач авіацією сухопутних військ Італії, генерал авіації; авіакатастрофа[58]
- Ельміра Мірза Рза кизи Назірова, 85, азербайджанський композитор, педагог, останні роки життя проживала в Ізраїлі, мати композитора Ельмара Феля[59]
- Онгарсинова Фариза Онгарсиновна, 74, казахська поетеса, народний письменник Республіки Казахстан, лауреат Державної премії КазССР (1979), депутат Мажилісу парламенту Казахстану I та II скликань (1996–2004)[60]
- Ріц Ортолані, 87, італійський композитор[61]
- Ян Песман, 82, нідерландський ковзаняр, бронзовий призер зимових Олімпійських ігор у Скво-Веллі, 1960) на дистанції 5000 метрів[62]
- Віолетта Феррарі, 83, угорська актриса[63]

### 22 січня

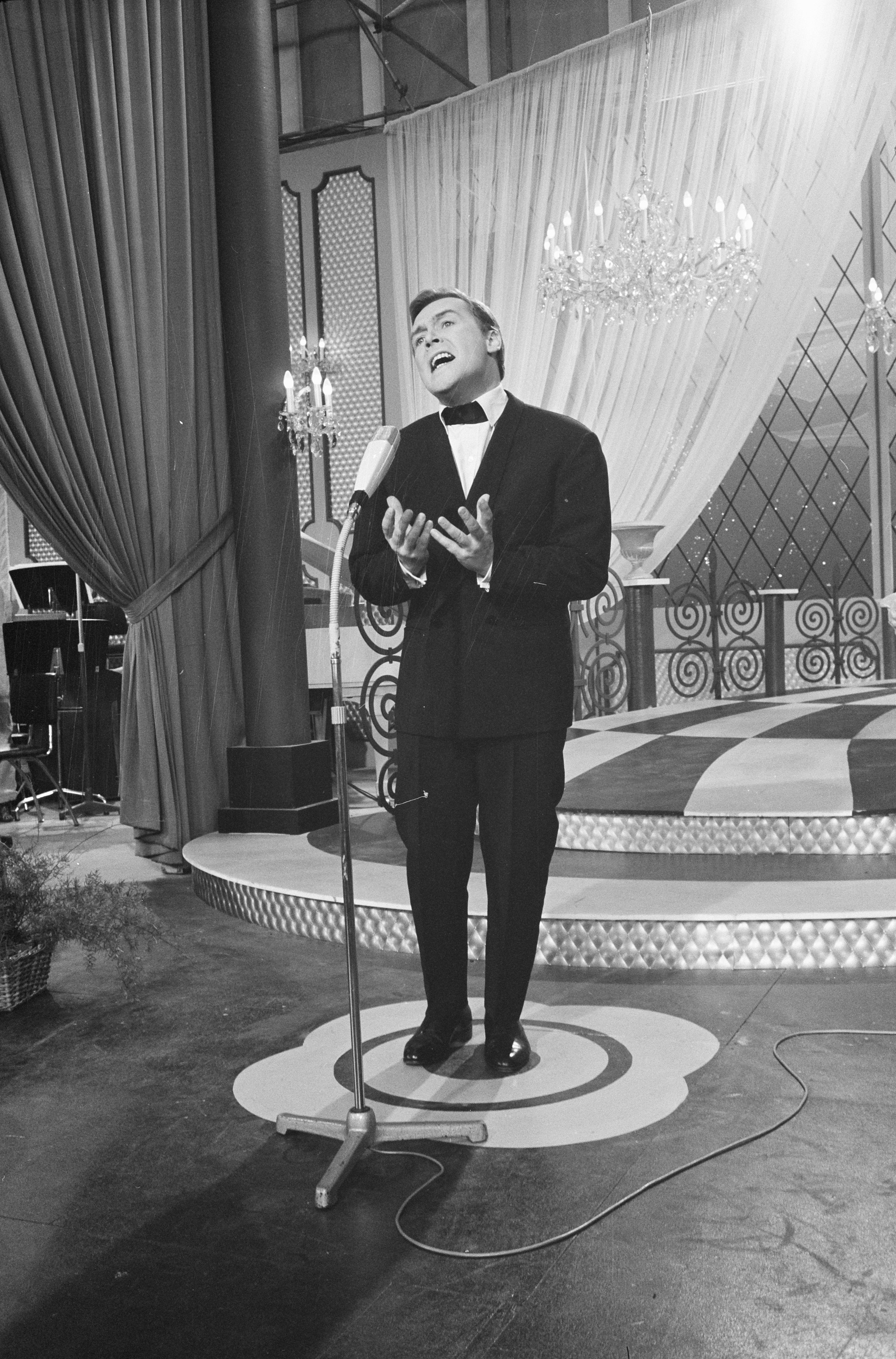
Франсуа Дегель на Євробаченні 1962, рік

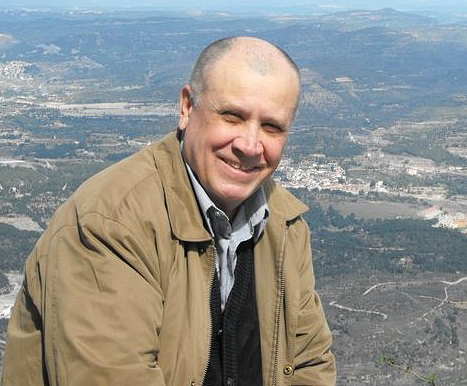
Олександр Чершинцев

- Луїс Авалос, 67, американський актор кубинського походження («Коломбо», «Вокер, техаський рейнджер», «Швидка допомога»)[64][65]
- Тертту Араярві[fi], 81, фінський дитячий психолог, перший професор дитячої психіатрії Гельсінського університету[66]
- Фред Бертельман, 88, німецький актор[67]
- Франсуа Дегель, 81, французький співак, призер конкурсів пісні «Євробачення» (1960, 1962)[68]
- Васо Міланович Джурович, 91, російський вчений-тваринник чорногорського походження, вперше одомашнили лося, заслужений працівник сільського господарства Російської Федерації[69]
- Вербицький Юрій Тарасович, 50, сейсмолог, активіст Євромайдану[70]
- Жизневський Михайло Михайлович, активіст Євромайдану[71]
- Джон Кабаїро, 90, прем'єр-міністр Королівства Анколе (1962–1963)[72]
- Карпович Олег Іванович, 58, соліст балету Омського державного музичного театру (1984–2009), педагог, заслужений артист Росії[73]
- Кумлик Роман Петрович, 65, гуцульський музикант-віртуоз, поет-коломийкар, заслужений працівник культури України.
- Малков Петро Лукич, 89, радянський та російський скульптор, народний художник РРФСР[74]
- Марусов Іван Тимофійович, 77, колишній капітан теплохода «Антон Чехов», Герой Соціалістичної Праці (1974)[75]
- Карло Маццакураті, 57, італійський режисер, лауреат Венеціанського кінофестивалю, 1994)[76]
- Нігоян Сергій, 20, активіст Євромайдану[77]
- Аккінені Нагешвара Рао, 90, індійський актор, який знявся в більш ніж 100 фільмах[78]
- Чершинцев Олександр Григорович, 69, російський політик, депутат Державної думи Федеральних зборів РФ II та III скликань (1997–2003) від Магнітогорська[79]

### 21 січня
- Гастон Баррал, 43, аргентинський актор, співак та композитор[80]
- Грабкін Леонід Гаврилович, 75, радянський евенкійський оленяр, повний кавалер ордена Трудової Слави[81]
- Георгій Славков, 55, болгарський футболіст, нападник, володар «Золотої бутси» (1981)[82]

### 20 січня

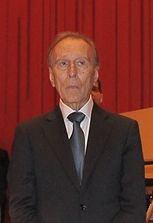
Клаудіо Аббадо

- Клаудіо Аббадо, 80, італійський музичний діяч, оперний та симфонічний диригент, довічний сенатор (2013–2014)[83]
- Вістін Абела, 80, мальтійська політик, заступник прем'єр-міністра (1981–1983), міністр фінансів (1983–1987)[84]
- Аслан Гахраман огли Гахраманли, 73, азербайджанський письменник та драматург[85]
- Джеймс Джекс, 66, американський продюсер[86]
- Кица Леніан Петрович, 86, радянський політичний діяч, перший заступник Голови Ради Міністрів Карельської АРСР, керівник Держплану Карельської АРСР[87]
- Убальдо Контінелло, 72, італійський композитор[88]
- Ломінадзе Джумбер Георгійович, 83, радянський та грузинський астрофізик, академік Грузинської Академії наук[89]
- Лоханський Геннадій Костянтинович, 56, заслужений тренер Росії з дзюдо[90]
- Марков Едуард Володимирович, 42, російський журналіст («Маяк», «Світ»); самогубство[91]
- Ованесян Армен Левонович, 19, військовослужбовець Армії оборони Нагірно-Карабахської Республіки, молодший сержант; загинув у бою[92]
- Тиньков Юрій Васильович, 76, радянський та російський борець вільного стилю та тренер[93]
- Йонас Трінкунас, 74, литовський етнолог та фольклорист, який створив неоязичницьку громаду Ромува[94]
- Урсу Олексій Сергійович, 33, російський журналіст та телеведучий, призер всеросійського конкурсу «Культура в ефірі»; пухлина мозку[95]
- Шогуломов Рустам Шомуродович, 80, голова Державного комітету з друку Республіки Узбекистан (1996–2002), директор видавництва «Узбекистан» (2005–2014)[96]

### 19 січня

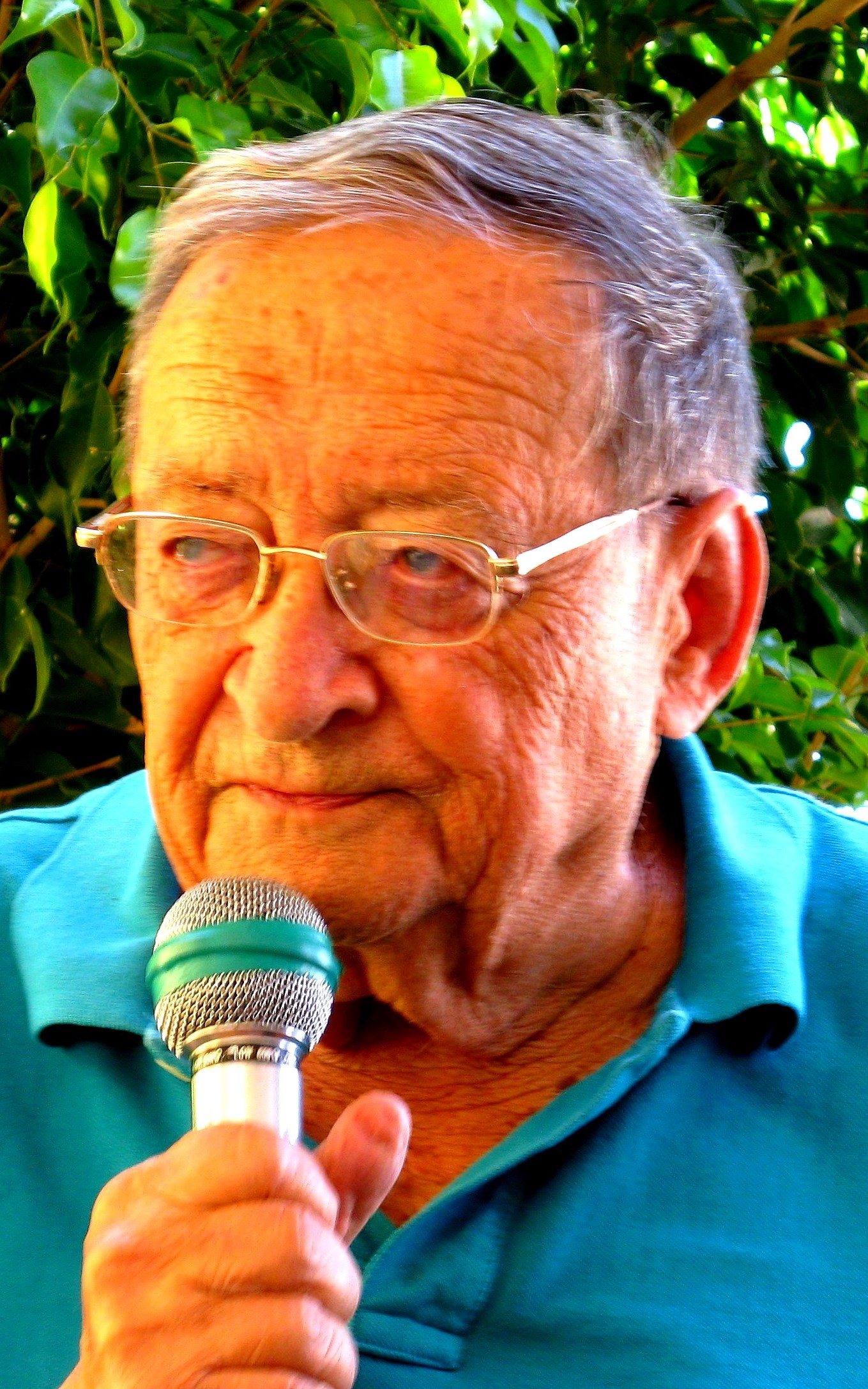
Азарія Алон

- Азарія Алон, 95, письменник, ведучий радіопрограми про природу Ізраїлю, засновник Ізраїльського товариства охорони природи Лауреат державної премії Ізраїлю (1980, 2012)[97]
- Міхал Іоахімовський, 63, польський легкоатлет, дворазовий чемпіон Європи в закритих приміщеннях з потрійного стрибка (1974, 1975)[98]
- Карвяліс Нагліс Рімгаудасович, 53, литовський художник кіно[99]
- Клементьев Сергій Анатолійович, 59, російський підприємець, громадський діяч[100]
- Патрикеєв В'ячеслав Миколайович, 66, російський сахалінський сейсмолог, кандидат геолого-мінералогічних наук. Автор понад 150 наукових робіт, у тому числі 7 монографій[101]
- Берт Вільямс, 93, англійський футболіст, воротар «Вулверхемптоном» та збірної Англії, чемпіон Англії сезону 1953–1954 років[102]
- Крістофер Чатавей, 82, британський спортсмен та політик, срібний призер чемпіонату Європи з бігу на 5000 метрів (1954), світовий рекордсмен на цій дистанції, депутат Парламенту Великої Британії (1959–1966, 1969–1974)[103]

### 18 січня

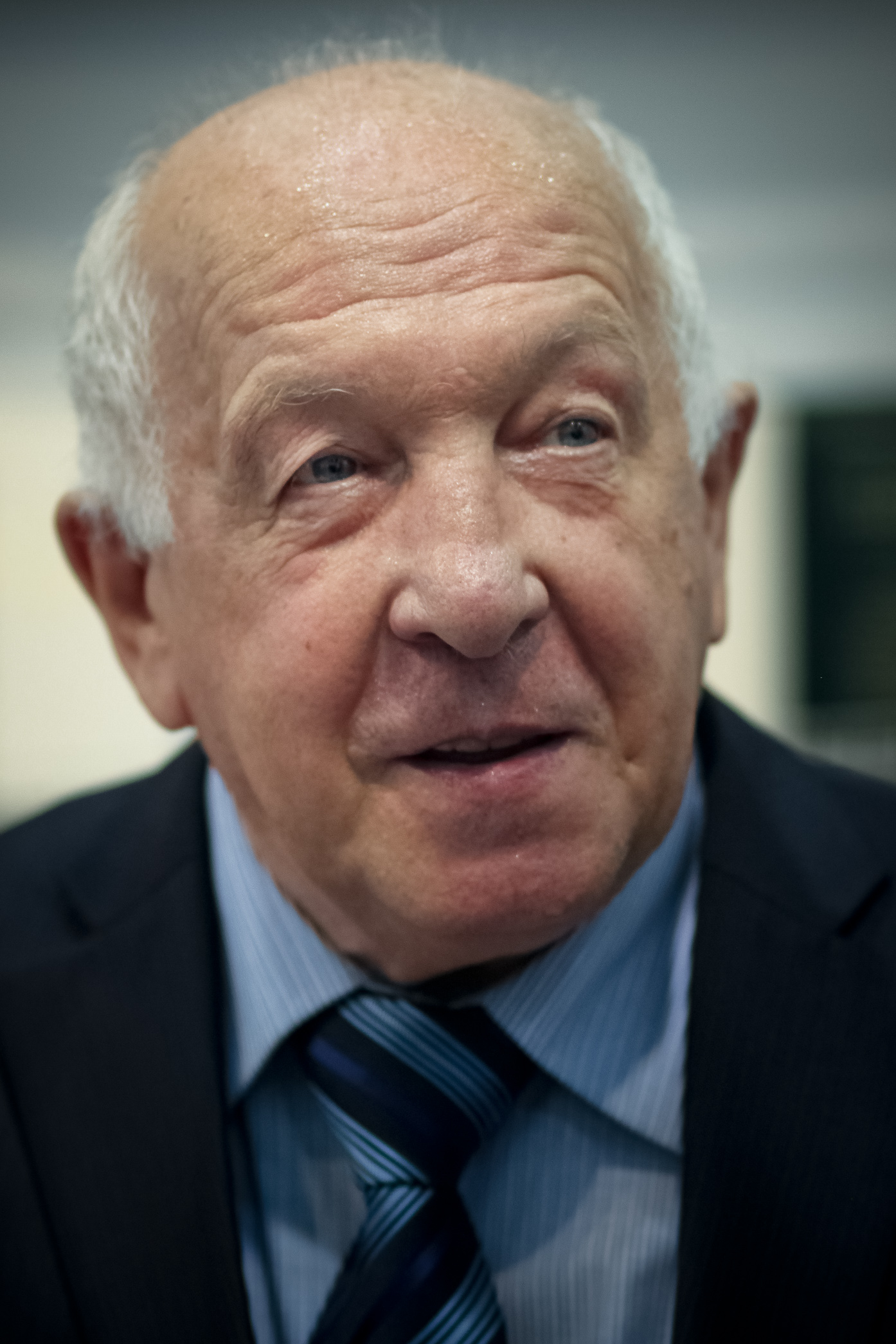
Станіслав Лесневський

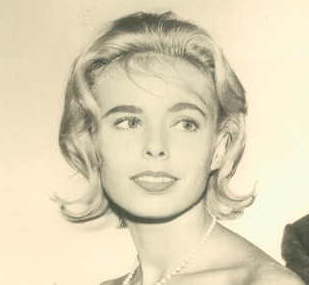
Сара Маршалл

- Бігунів Юрій Костянтинович, 81, радянський та російський філолог, славіст, конспіролог[104]
- Вайнштейн Борис Гаврилович, 59, екс-президент футбольного клубу «Томь» (Томськ)[105]
- Франс Вермеєн, 70, бельгійський футболіст («Льєрс», «Антверпен»)[106]
- Гребінь Юрій Григорович, 72, російський театральний актор, народний артист Росії[107]
- Дойно Дойнов, болгарський учений-історик, голова загальноболгарського комітету імені Васила Левського, професор[108]
- Мілан Кайкл, 63, чехословацький хокеїст, срібний призер зимових Олімпійських ігор 1976 в Інсбруку[109]
- Лесневський Станіслав Стефанович, 83, російський літературний критик, літературознавець. Генеральний директор видавництва «Прогрес-Плеяда» (1999–2014), один із засновників музею-заповідника Блоку у Шахматово[110]
- Сара Маршалл, 80, британська актриса[111]
- Денніс Фредеріксен, 62, американський рок-музикант, вокаліст груп «LeRoux» та «Toto»[112]
- Елін Леонід Юхимович, 75, радянський та російський тележурналіст, ведучий програми «Час», лауреат Державної премії СРСР, лауреат премії Спілки журналістів СРСР (1973, 1985)[113]

### 17 січня
- Надя Аро Олива, 97, мексиканська актриса французького походження («Ангел-винищувач», «Нічия любов»)[114]
- Сальвадор Брель, 78, парагвайський футболіст («Серро Портеньо»)[115]
- Колоденка Петро Васильович, 55, російський актор, заслужений артист Комі[116]
- Райхман Валерій Соломонович, 73, російський актор, артист Ростовського академічного театру драми ім. М. Горького[117]
- Сучитра Сен, 82, індійська акторка.[118]
- Шполянська Алла Юріївна, 75, завідувачка літературної частини МХТ ім. А. П. Чехова (1994–2014)[119]

### 16 січня

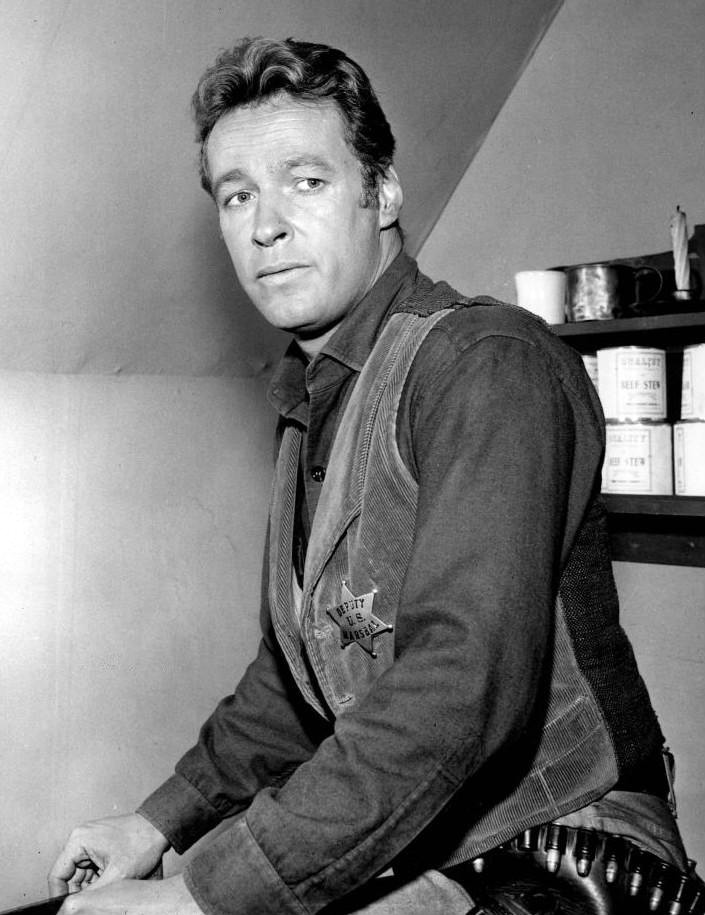
Рассел Джонсон

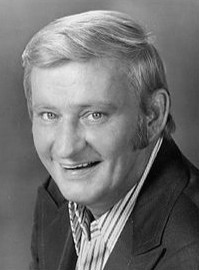
Дейв Медден

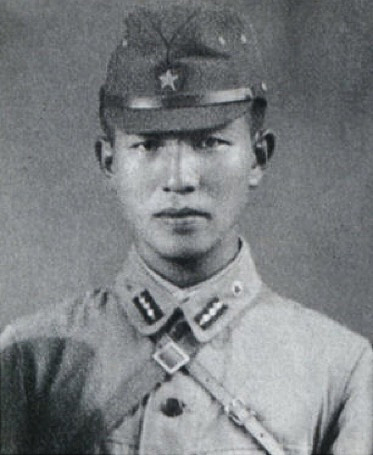
Онода Хіроо

- Рассел Джонсон, 89, американський актор[120].
- Рут Дуччині, 95, американська актриса («Чарівник країни Оз»)[121]
- Лукашов Анатолій Іванович, 77, заступник міністра нафтопереробної та нафтохімічної промисловості СРСР (1980–1983), заступник голови Держплану СРСР (1983–1991), віце-президент компанії «Сибур»[122]
- Медден, Дейв, 82, американський актор[123]
- Онода Хіроо, 91, японський партизан, що відмовлявся вірити, що Друга світова війна закінчилася і здався філіппінській владі лише 1974 року.[124]
- Пономарьов Олександр Олександрович, 92, повний кавалер Ордена Слави[125]

### 15 січня
- Горохова Олена Костянтинівна, 80, радянський та російський художник-живописець, член Санкт-Петербурзького Спілки художників
- Гусаков Дмитро В'ячеславович, 42, депутат Державної Думи РФ IV скликання (2003–2007) від ЛДПР[126]
- Джон Добсон, 98, відомий американський астроном-любитель[127][128].
- Роджер Ллойд-Пак, 69, англійський актор; рак підшлункової залози[129]
- Матвєєв Геннадій Михайлович, 76, радянський футболіст та тренер[130]
- Хосе Сулейман, 82, президент Всесвітньої боксерської ради (WBC).[131]

### 14 січня

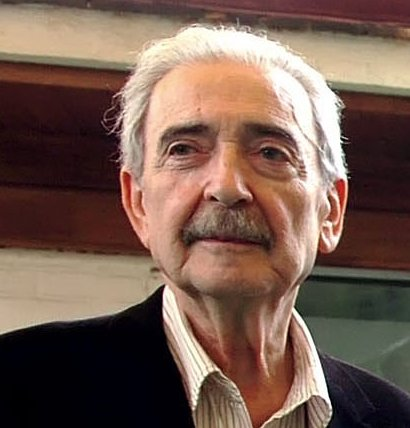
Хуан Гельман

- Ібрагімов Саф'ян Шарифзянович, 87, радянський татарський композитор та актор[132]
- Карлов Микола Васильович, 84, радянський та російський вчений-фізик, ректор Московського фізико-технічного інституту (1987–1997), член-кореспондент РАН[133]
- Утеєв Сайлау Габбасович, 74 або 77, радянський та казахстанський політик, депутат Верховної Ради Казахської РСР XII скликання[134][135]
- Фусу Думітру, 75, молдавський актор, режисер, сценарист та педагог; інфаркт міокарда[136]
- Хуан Хельман, 83, аргентинський поет і журналіст, лауреат численних премій[137][138]
- Шавров Олександр Борисович, 74, артист балету Маріїнського театру, педагог-репетитор[139]

### 13 січня
- Береснев Олексій Сергійович, 83, радянський та російський вчений-винахідник, творець плазмового скальпеля, почесний житель Смоленська[140]
- Аньян Деві, 64, індійська акторка[141]
- Ронні Джордан, 51, британський джазовий гітарист[142]
- Менахем Зільберман, 67, ізраїльський комедійний актор, композитор та рок-співак; серцевий напад[143]
- Боббі Коллінз, 82, шотландський футболіст, відомий своєю успішною кар'єрою в «Селтіку», "Евертоні"і"Лідс Юнайтед"[144][145]
- Лук'янець Володимир Лукич, 57, український державний діяч, голова Черкаської обласної адміністрації (1999–2002)[146]

### 12 січня
- Хасан Аль-Друї, заступник міністра промисловості Лівії; убитий у Сирті[147]
- Олександра Бастед, 67, британська акторка[148]
- Бойко Микола Маркович, 77, перший заступник головнокомандувача військами протиповітряної оборони (1989–1992), генерал-полковник у відставці[149]
- Гайлевич Олександр Владиславович, 51, білоруський художник-пейзажист, член Спілки художників Республіки Білорусь[150]
- Карімов Хуршед Хілолович, 78, радянський та таджицький біолог, академік АН Таджикистану, народний депутат СРСР[151]
- Френк Март, 91, американський актор[152]
- Ройзенбліт Генріх Йосипович, 79, генеральний директор та головний конструктор НПК «КБ Зліт» (1999–2014). Лауреат премії Уряду Російської Федерації в галузі науки та техніки, 2004)[153]
- Дьюла Терек, 75, угорський боксер, чемпіон літніх Олімпійських ігор у Римі (1960)[154]
- Джон Горслі, 93, британський актор[155]
- Зденко Шкрабало, 84, югославський та хорватський вчений у галузі медицини, державний діяч і дипломат, міністр закордонних справ Хорватії (1992–1993)[156]
- Роберт Шолі, 92, британський бізнесмен, президент «British Steel» (1986–1992)[157]

### 11 січня

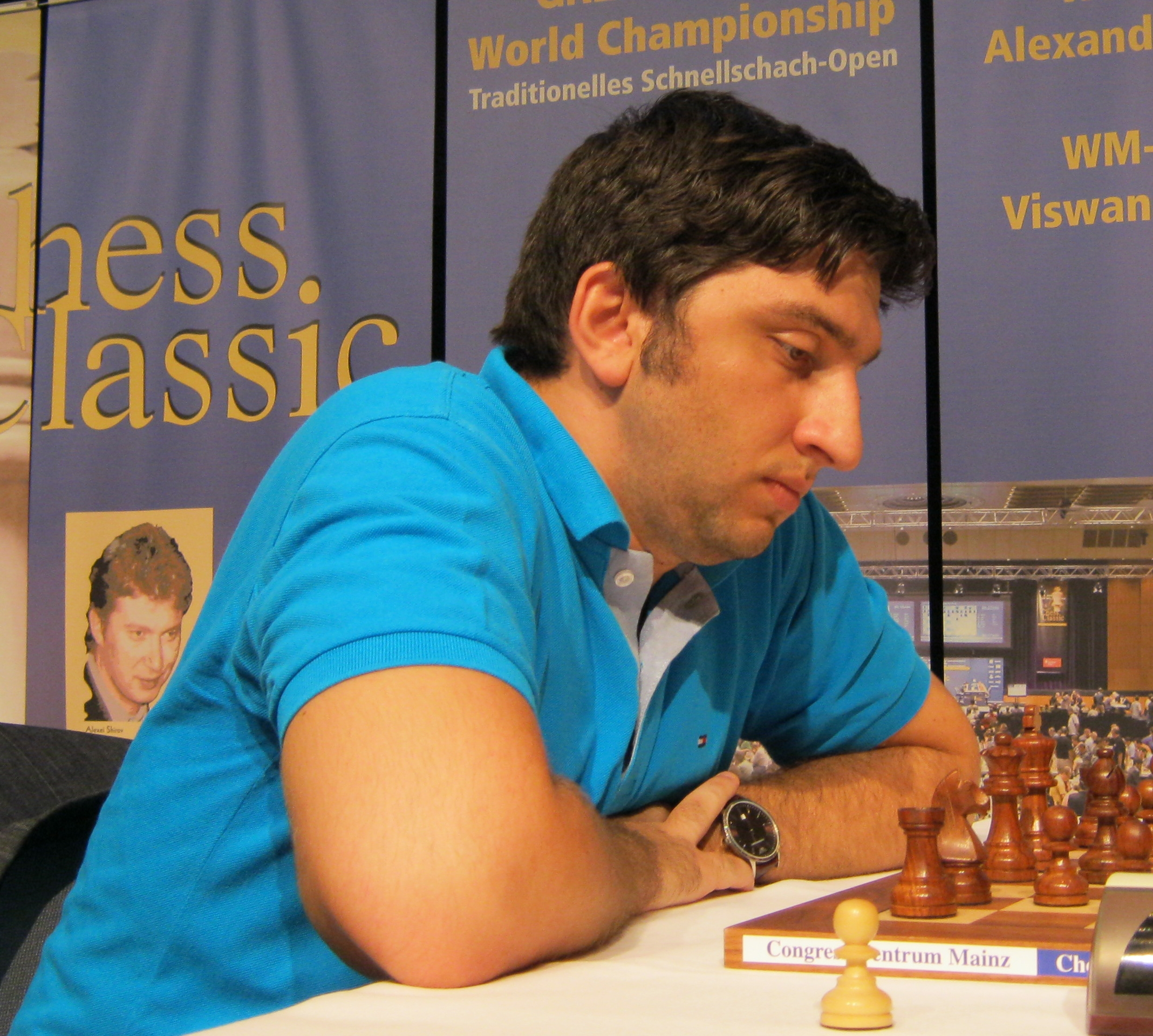
Вугар Гасимов огли Гашимов

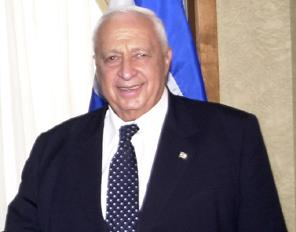
Аріель Шарон

- Кейко Авадзі, 80, японська кіноакторка, лауреат премії «Блакитна стрічка» (1957)[158]
- Вугар Гашимов, 27, азербайджанський шахіст, гросмейстер (2002)[159]
- Арам Карабекян, 58, диригент, керівник бостонського оркестру «SinfoNova» (1983–1991), Державного камерного оркестру Вірменії (1997–2009), заслужений діяч мистецтв Вірменії; інфаркт міокарда[160]
- Кетков Юлій Лазаревич, 78, професор Нижньогородського державного університету імені М. І. Лобачевського, доктор технічних наук, автор навчальних посібників та монографій. Лауреат премії Ради Міністрів СРСР у галузі кібернетики (1990), почесний працівник вищої професійної освіти Російської Федерації[161]
- Раскатов Володимир Сергійович, 56, радянський плавець, срібний та бронзовий призер літніх Олімпійських ігор у Монреалі (1976), чемпіон СРСР[162]
- Хабібур Рахман, 85, і. о. прем'єр-міністра Бангладеш (1996)[163]
- Арнольдо Фоа, 97, італійський актор[164][165]
- Аріель Шарон, 85, ізраїльський державний та політичний діяч, прем'єр-міністр Ізраїлю (2001–2006)[166]

### 10 січня
- Казачковський Олег Дмитрович, 98, радянський та російський фізик. Директор НДІАР (1964–1973) і ФЕІ (1973–1987). Лауреат Ленінської премії (1960), заслужений діяч науки та техніки РРФСР[167]
- Збігнєв Месснер, 84, польський політик та економіст, голова Ради Міністрів ПНР (1985–1988)[168]
- Ерік Палант, 50, бельгійський мотогонщик; загинув на «Ралі Дакар 2014»[169]
- Ян Редфорд, 53, шотландський футболіст («Рейнджерс») (тіло знайдено цього дня)[170]
- Скорубський-Кандинський Антон Павлович, 53, російсько-американський художник[171]
- Ентоні Гедерман, 92, ірландський юрист, генеральний прокурор Ірландії (1977–1981)[172]

### 9 січня

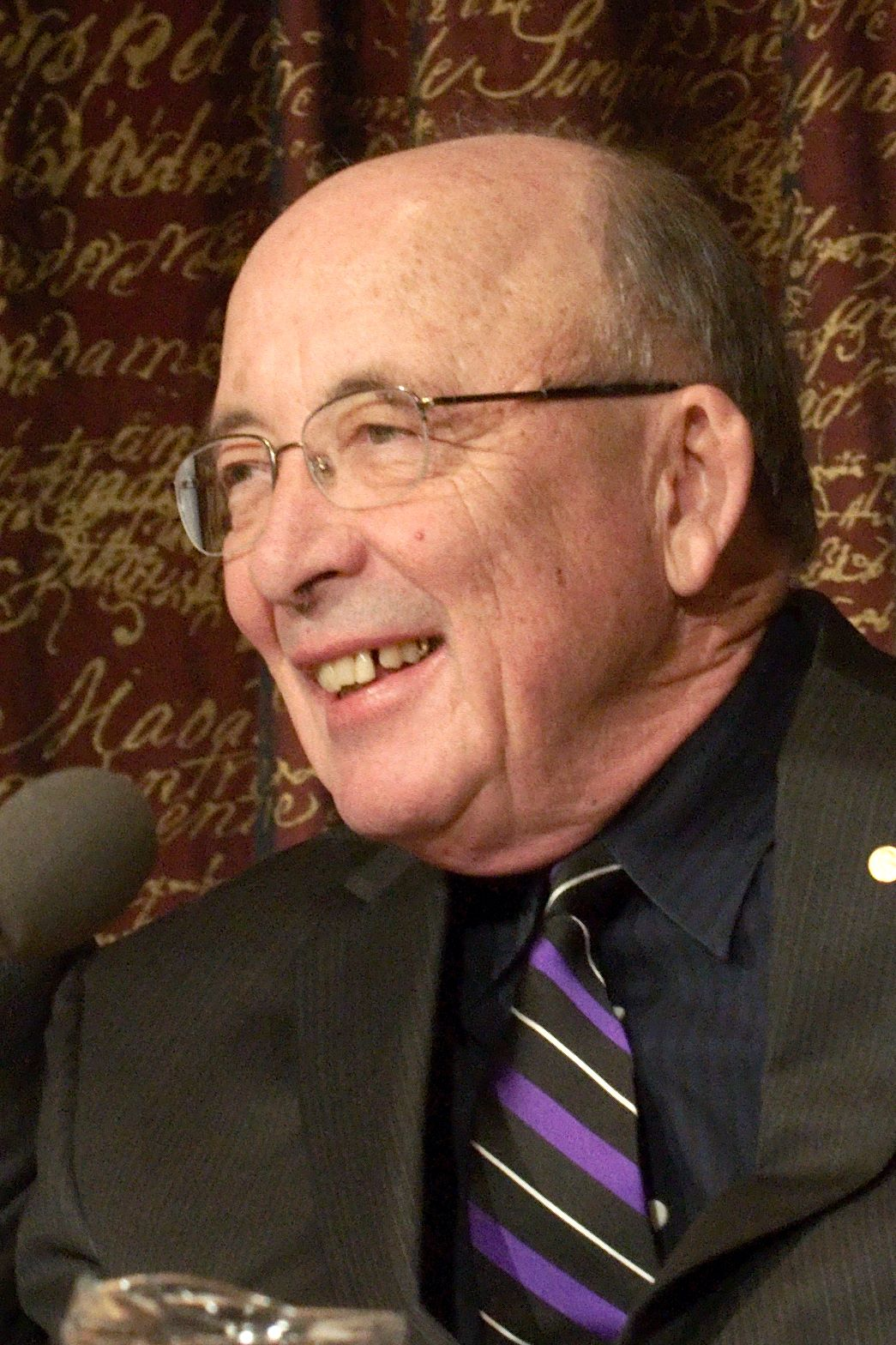
Дейл Мортенсен

- Амірі Барака, 79, афроамериканський поет, письменник, есеїст та критик, один з представників бітництва[173]
- Луїс Гарсіа, 84, венесуельський бейсболіст[174]
- Голов Юрій Васильович, 76, радянський футболіст («Волга» Горький) (1963–1967)[175]
- Лорелла Де Лука, 73, італійська акторка[176]
- Марк Йор, 64, французька математик, лауреат премії Гумбольдта[177]
- Сальвадор Льопіс, 63, іспанський футболіст, чемпіон Іспанії в складі «Валенсії»[178]
- Дейл Томас Мортенсен, 74, американський економіст, лауреат Нобелівської премії з економіки, 2010)[179]
- Петраков Микола Якович, 76, російський економіст, академік РАН[180]
- Строкін Олег Миколайович, 53, начальник управління ФСБ Росії по Брянській області, генерал-майор[181]
- Віра Тіханкова, 93, чеська акторка[182]
- Хавка Фольман-Рабан, 89, єврейська підпільниця періоду Другої світової війни, учасниця повстання у Варшавському гетто, засновниця ізраїльського киббуца «лохам а-геттаот» (В'язні гетто)[183]

### 8 січня
- Козлов Володимир Васильович, 90, радянський льотчик-штурман, Герой Радянського Союзу (1945)[184]
- Жак Лазарус, 97, французький офіцер, лідер єврейського Опору у Франції під час Другої світової війни[185]
- Мазманян Армен Агасієвич, 53, вірменський режисер, ректор Єреванського державного інституту театру і кіно[186]
- Маракушев Олексій Олександрович, 88, російський учений, фахівець у галузі петрології та термодинаміки мінералів, академік РАН, доктор геолого-мінералогічних наук. Лауреат Державної премії СРСР (1975)[187]
- Туйгунов Риф Галимович, 67, російський поет, громадський діяч, голова правління Спілки письменників Башкортостану (2012–2014)[188]
- Сельджук Улуергювен, 71, турецький актор[189]
- Хечоян Левон Ванікович, 58, вірменський письменник[190]
- Чинкін Мінулла Нізаметдіновіч, 82, заслужений тренер РРФСР з легкої атлетики[191]

### 7 січня
- Бернадський Едуард Миколайович, 71, радянський та російський еквілібрист, народний артист Росії[192]
- Гуламов Бахтіяр Абіл огли, 64, радянський азербайджанський футболіст, тренер, гравець клубу «Нефтчі» (Баку) (1972–1978)[193]
- Томас Джонс, 93, американський бізнесмен, генеральний директор «Northrop Corporation» (1960–1989)[194]
- Віра Дорн, 39, російська саксофоністка, музикант; зупинка серця[195]
- Зубець Михайло Васильович, 75, український вчений, президент Національної академії аграрних наук України (1996–2011), Герой України (2009)[196]
- Кудімов Євген, 48, російський хокеїст, гравець команд «Торпедо» (Нижній Новгород), «Лада» (Тольятті), чемпіон Угорщини[197]
- Рей Ворхерст, 87, англійський футболіст («Бірмінгем Сіті»), фіналіст Кубка Англії з футболу (1956)[198]
- Шао Іфу, 106, гонконгський медіамагнат, засновник фірми «Shaw Brothers Studios», кінопродюсер («Той, хто біжить по лезу»), мільярдер, і філантроп[199]

### 6 січня
- Марина Гінеста, 94, учасниця Громадянської війни в Іспанії.[200]
- Карел Гут, 86, чехословацький хокеїст та тренер, член Залу Слава ІІХФ[201][202]
- Ігор Домініч, 53, молдавський бардівський поет[203]
- Каркарьян Ваган Гайкович, 79, член-кореспондент Російської Академії архітектури та будівельних наук, професор Самарського державного будівельного університету, заслужений архітектор Росії[204]
- Удай Кіран, 32, індійський актор[205]
- Криворучко Анатолій Тихонович, 66, директор товариства «Агрофірма „Новий шлях“» (Харківська область), Герой України (2002)[206]
- Ларрі Манн, 91, канадський актор[207][208]
- Нелсон Нед, 66, бразильський естрадний співак; ускладнення після легеневої інфекції[209]
- Джуліан Роттер, 97, американський психолог, автор теорії соціального навчання та теорії локусу контролю[210]
- Моніка Спір, 29, венесуельська акторка, «Міс Венесуела — 2004»; вбивство[211]
- Аїтзаз Хасан, 15, кавалер ордена за хоробрість Пакистану Sitara-e-Shujjat[212]
- Шмельов Микола Петрович, 77, російський економіст та літератор, академік РАН; інфаркт[213]

### 5 січня

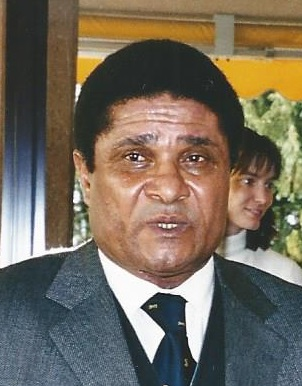
Еусебіу

- Філіп Бойри, 86, претендент на трон Королівства Арауканія та Патагонія[214]
- Васильєв Володимир Юхимович, 84, російський поет-перекладач[215]>
- Аугусто Грациані, 80, італійський економіст, творець теорії монетарної циркуляції[216]
- Карганян Норайр Саркісович, 65, вірменський скульптор, заслужений діяч мистецтв Вірменії
- Лакомський Віктор Йосипович, 87, український учений в області електрометалургії та зварювання. Член-кореспондент Національної академії наук України, заслужений діяч науки та техніки України. Лауреат Державної премії України (1980)[217]
- Альма Мюріель, 62, мексиканська акторка; серцевий напад[218]
- Нелсон Нед, 66, бразильський естрадний співак; ускладнення після легеневої інфекції[209]
- Кармен Сапата, 86, американська акторка[219][220]
- Торосян Джим Петросович, 87, радянський та вірменський архітектор, головний архітектор Єревану (1972–1982), народний архітектор СРСР[221]
- Браян Гарт, 77, засновник компанії «Brian Hart Ltd.», що поставляла мотори командам «Формули-1» у 1980—1990-ті роки[222]
- Еусебіу, 71, португальський футболіст, бронзовий призер чемпіонату світу (1966); гостра серцева недостатність[223]
- Джеррі Коулман, 89, американський бейсболіст, гравець Нью-Йорк Янкіз[224]
- Торосян Джим Петросович, 87, радянський та вірменський архітектор, головний архітектор Єревану (1972–1982), народний архітектор СРСР[225]

### 4 січня
- Бевзенко-Зинкіна Наталія Михайлівна, 80, головний художник Одеського академічного театру Опери та балету[226]
- Биканов Прокопій Інокентійович, 75, працівник радянської гірничодобувної промисловості, Герой Соціалістичної Праці, 1985)[227]
- Голощанов Володимир, 54, циганський співак, гітарист, композитор[228]
- Козлов Сергій Семенович, 53, радянський та російський футболіст та тренер[229]
- Маджид аль-Маджид, лідер терористичного угрупування «Бригади Абдалли Аззама», організатор вибуху біля посольства Ірану в Бейруті 2013 року; ниркова недостатність[230]
- Йозеф Штарібахер, 92, міністр торгівлі, промисловості та економіки Австрії (1970–1983).[231]
- Фотій Володимирський, 90, вояк УПА.[232]

### 3 січня
- Сол Зенц, 92, американський кінопродюсер та сценарист, триразовий володар премій «Оскар» та «Золотий Глобус» за найкращий фільм[233]
- Кохан Григорій Романович, 82, український кінорежисер та сценарист, народний артист України[234]
- Алісія Ретт, 98, американська художниця та актриса, відома за своєю єдиною кінороллю Індії Вілкс у фільмі «Віднесені вітром» (1939)[235]
- Устименко Юрій Гаврилович, 69, віце-адмірал, перший заступник командувача Північним флотом (1992–1995), доктор військових наук; самогубство[236]
- Філ Еверлі, 74, американський співак та музикант, учасник дуету «The Everly Brothers»; хронічна обструктивна хвороба легень[237]
- Андрієс Янсон, 30, російський театральний актор, знімався у кіно[238]

### 2 січня

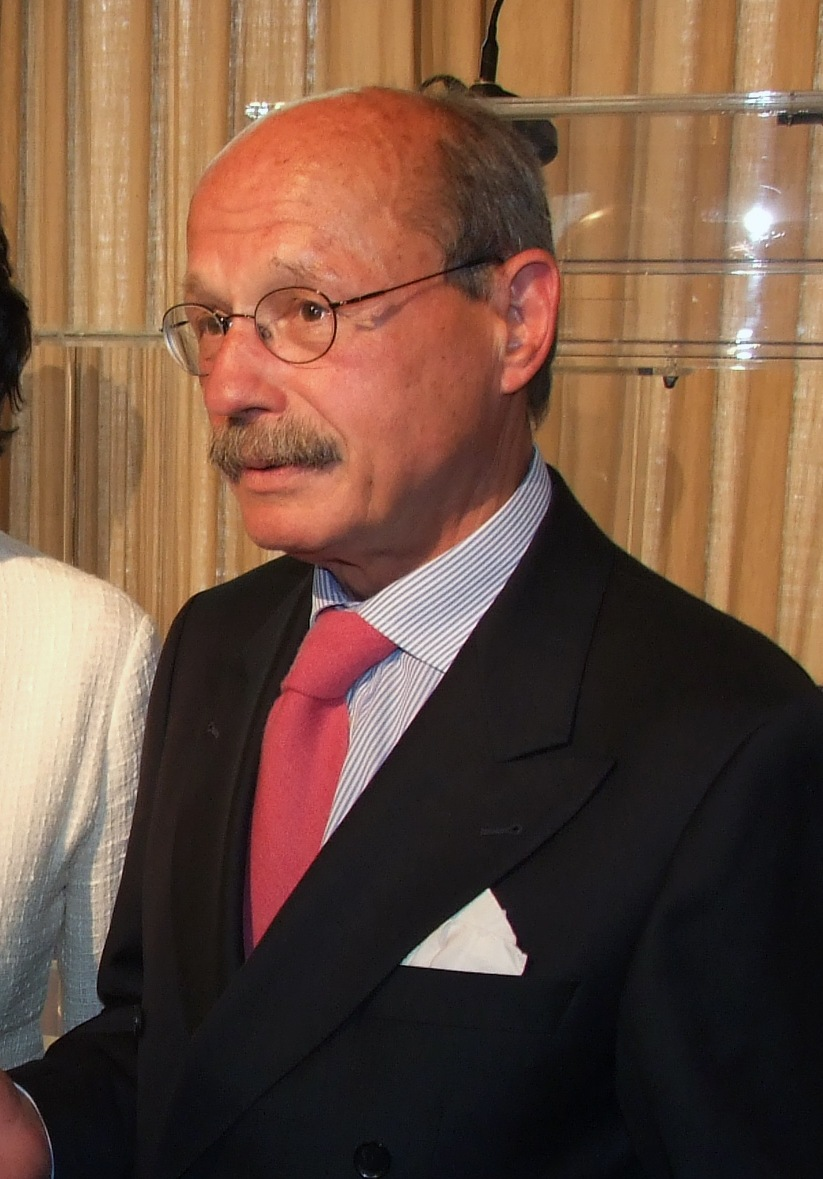
Дірк Загер

- Айдаров Саяр Сітдікович, 85, російський татарський архітектор-реставратор, член-кореспондент Російської академії архітектури та будівельних наук, доктор архітектури, професор[239]
- Елізабет Джейн Говард, 90, британська актриса та модель, письменниця[240]
- Дірк Загер, 73, німецький тележурналіст, керівник московського корпункту телеканалу «ZDF» (1990–2004)[241]
- Харальд Нугісекс, 92, останній естонський кавалер Лицарського хреста Залізного хреста[242]
- Рачковський Валерій Євгенович, 59, білоруський театральний діяч, головний художник Білоруського державного театру ляльок[243]
- Тальянов Віктор Іванович, 79, заслужений тренер СРСР з гірськолижного спорту[244]

### 1 січня

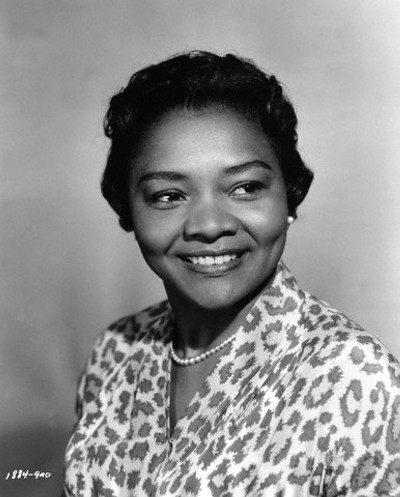
Хуаніта Мур

- Джамаль Мухаммед Джамаль, 56, палестинський дипломат, посол Палестини у Чехії (2013–2014), загинув під час вибуху[245]
- Вільям Мгімва, 63, танзанійський політик, міністр фінансів (2012–2014)[246]
- Хуаніта Мур, 99, американська актриса, номінантка на премію «Оскар»[247]
- Печуро Сусанна Соломонівна, 80, російська дисидентка, член товариства «Меморіал»[248]
- Попов Ігор Віталійович, 76, радянський та російський театральний діяч, головний художник театру «Школа драматичного мистецтва» (1987–2013)[249]
- Хаїтова Олмахон, 72, узбецька співачка, народна артистка Узбекистану[250]
- Мілан Хорват, 94, хорватський диригент.[251]
- Ямасита Токуо, 94, японський політик, міністр охорони здоров'я, праці та соціального забезпечення[252]